# ويليام غرانت
ويليام غرانت (بالإنجليزية: William Grant)‏ (1 يناير 1905 في المملكة المتحدة - 1 سبتمبر 1994 في المملكة المتحدة) هو لاعب كرة قدم بريطاني (وحمل سابقاً جنسية المملكة المتحدة لبريطانيا العظمى وأيرلندا) في مركز الدفاع. لعب مع نادي بلاكبول ونادي ماذرويل ونادي ستيرلينغشير الشرقية.